# Балин, Игорь Владимирович
Игорь Владимирович Балин (29 января 1978, Борисов, Минская область) — белорусский футболист, защитник.

## Биография
Воспитанник ДЮСШ № 2 (Борисов) и Республиканского училища олимпийского резерва (Минск). В 1995 году команда РУОР выступала во второй лиге как «МПКЦ-2», заключив партнёрство с мозырским «МПКЦ», в составе этой команды футболист дебютировал во взрослых соревнованиях в большом футболе.
В 1996 году был приглашён в основной состав «МПКЦ» (вскоре клуб был переименован в «Славию»), однако не смог пробиться в основу и в ходе сезона был отдан в аренду в солигорский «Шахтёр», также выступавший в высшей лиге Беларуси. В составе мозырского клуба в первом чемпионском сезоне, в 1996 году, сыграл только 2 матча. В ходе сезона 1997 года вернулся из аренды и со следующего года стал регулярным игроком основы «Славии». Чемпион Беларуси 2000 года, серебряный призёр чемпионата 1999 года, обладатель (2000) и финалист (1999, 2001) Кубка Беларуси. Всего в клубе из Мозыря за 10 неполных сезонов сыграл 170 матчей в высшей лиге. Был капитаном команды. Покинул команду после вылета из высшей лиги в 2005 году.
В 2006 году провёл сезон в составе «Гомеля», по окончании сезона в 28-летнем возрасте завершил профессиональную карьеру. Позднее выступал за команду Мозырского НПЗ в чемпионате области.
Всего в высшей лиге Беларуси сыграл 212 матчей и забил 5 голов.
Выступал за юношескую и молодёжную сборную Беларуси. В составе юношеской сборной — четвертьфиналист чемпионата Европы среди 16-летних 1994 года.